# Ponana bisignata
Ponana bisignata är en insektsart som beskrevs av Fowler 1903. Ponana bisignata ingår i släktet Ponana och familjen dvärgstritar. Inga underarter finns listade i Catalogue of Life.